# لنتا
لنتا (به ایتالیایی: Lenta) یک کومونه در ایتالیا است که در استان ورسلی واقع شده‌است.

## خصوصیات
لنتا ۱۹٫۰ کیلومترمربع مساحت و ۹۶۸ نفر جمعیت دارد.